# اسلاونسکی برد
اسلاوُنسکی بْرُد (به کرواتی: Slavonski Brod) شهری در ایالت برد پساوینا کشور کرواسی است که جمعیت آن در سال ۲۰۱۱ میلادی ۶۳٬۵۱۱ نفر بوده‌است.